# 章克申城 (伊利諾伊州)
章克申城（英語：Junction City）是位於美國伊利諾伊州馬里昂縣的一個村落。

## 地理
章克申城的座標為38°34′47″N 89°07′39″W / 38.57972°N 89.12750°W，而該地最高點為海拔高度150米（即492英尺）。

## 人口
根據2010年美國人口普查的數據，章克申城的面積為1.80平方千米，當中陸地面積為1.75平方千米，而水域面積為0.05平方千米。當地共有人口482人，而人口密度為每平方千米267人。